# Dairsie Bridge
Die Dairsie Bridge ist eine Straßenbrücke nahe der schottischen Ortschaft Dairsie in der Council Area Fife. 1974 wurde das Bauwerk als Einzeldenkmal in die schottischen Denkmallisten in der höchsten Denkmalkategorie A aufgenommen. Eine ehemalige zusätzliche Einstufung als Scheduled Monument wurde 2016 aufgehoben.

## Geschichte
Am Standort befand sich mit hoher Wahrscheinlichkeit ein Vorgängerbauwerk. Dies geht aus einer Niederschrift hervor, die besagt, dass der König (zu dieser Zeit regierte Jakob IV.) an einem Sommertag des Jahres 1496 die Brücke auf seinem Weg von St Andrews nach Stirling nutzte. Die heutige Dairsie Bridge ließ wahrscheinlich James Beaton während seiner Amtszeit als Erzbischof von St Andrews (1522–1538) errichten.

## Beschreibung
Die 29,8 m lange und 3,5 m breite Bogenbrücke überspannt den Eden mit drei ausgemauerten Segmentbögen, von denen einer über Land führt. Die Dairsie Bridge führt eine Nebenstraße zwischen Dairsie und Kemback nahe der Dairsie Old Church und Dairsie Castle. Ihr Mauerwerk zeigt das Wappen John Beatons in einer ornamentierten Einfassung. An der Westseite ist einer der Brückenpfeiler mit einem spitzen Eisbrecher ausgestattet.